# باد زوندن-زالمونستر
شهر باد زوندن-زالمونستر در ایالت هسن در کشور آلمان واقع شده است.